# TWINS (Knock Out)
Twins (Knock Out) è un brano musicale della boy band sudcoreana Super Junior 05, pubblicata online come loro singolo di debutto l'8 novembre 2005 in versione digitale, ed il 5 dicembre 2005 su CD, come primo estratto dall'album SuperJunior05 (TWINS)
Prima che il singolo venisse pubblicato, i Super Junior 05 avevano debuttato come gruppo il 6 novembre 2005 nel corso della trasmissione Popular Songs, trasmessa dalla SBS, durante la quale si erano esibiti proprio con Twins (Knock Out).

## Tracce
CD singolo
1. 차근차근 (Way for Love) — 3:17 ["Carefully (Way for love)"]
2. Twins (Knock Out) — 3:21
3. You Are the One — 3:52
4. Over — 3:16
5. L.O.V.E. — 3:37
6. Twins (Knock Out) [Instrumental] — 3:20

Durata totale: 20 min 42 s